# Ganha num Minuto
Ganha num Minuto foi um concurso de televisão português de jogos, cujo objetivo é realizar sucessivamente dez jogos de habilidade para alcançar o prémio máximo de 20.000 €. O programa estreou no dia 8 de janeiro de 2012 na SIC e era apresentado  por Marco Horácio.
O programa baseia-se no formato original americano do concurso Minute to win it, criado pela Friday TV e distribuído pela Rede NBC.

## Modalidade de jogo
Os concorrentes têm de completar os dos dez jogos apresentados cada um dentro do tempo limite de um minuto. Os jogos foram criados a partir de objetos de uso diário, que requerem destreza, firmeza e velocidade. Eles aumentam progressivamente de dificuldade e valor e será necessário nervos de aço para continuar e ganhar o grande prémio final. 
Os concorrentes iniciam o programa com três oportunidades, chamadas de "vidas". Quando o concorrente não consegue cumprir o jogo dentro do prazo estabelecido de um minuto perde uma vida. Ao fim de perder as três vidas é eliminado. 
No decorrer da competição, existem três patamares de segurança. O valor de cada patamar é diferente e aumenta consoante a dificuldade de cada jogo: no primeiro jogo existe o primeiro patamar com o valor de 200 €; o segundo patamar no quinto jogo com o valor de 300 € e no nono jogo, o terceiro patamar com o valor de 1.000 €. Quando o concorrente é eliminado ganha o prémio referente ao último patamar que atingiu.
A qualquer momento o concorrente poderá desistir e levar para casa o dinheiro que acumulou até então. No entanto, terá de tomar essa decisão antes que o jogo seguinte seja apresentado.

## Provas

### A
- A Múmia

Rasgar uma folha de papel higiénico requer um mínimo de força! 
Neste desafio, usando apenas o corpo, o jogador tem de desenrolar um rolo inteiro de papel higiénico com piruetas sucessivas de 360 graus. 
O jogo acaba se se rasgar o papel. 
Se não concluir esta tarefa em sessenta segundos será eliminado.
- Água na Boca

Como é que se pode levar um doce do chão até à boca sem tocar com as mãos no doce? A solução passa por construir um sistema de entrega de guloseimas, composto por dois lápis e 2 fios. Passando os fios por trás das orelhas, o jogador tem de levantar três doces do chão até à boca. Os doces nunca podem cair. Se não concluir esta tarefa em sessenta segundos será eliminado.

### B
- Baralha e Volta a Dar

As cartas de um baralho vulgar podem ser baralhadas, distribuídas ou empilhadas. Neste desafio, o jogador vai tentar soprar cartas do topo de uma garrafa, deixando apenas a última: o Joker. Se não concluir esta tarefa em sessenta segundos será eliminado.
- Boca a Boca

Neste desafio, entre 2 garrafas equilibradas uma sobre a outra, pelos gargalos, está uma nota de 10 euros.
Num teste de concentração e velocidade, o jogador deve tirar a nota sem derrubar nenhuma das garrafas. 
Se não concluir esta tarefa em sessenta segundos será eliminado.
- Bola Cega

Este desafio começa com o jogador vendado, rodado sobre si próprio 2 vezes. Desorientado, o jogador tem de localizar 2 das 4 bolas de polipropileno colocadas no palco a vários níveis. Se não concluir esta tarefa em sessenta segundos será eliminado!
- Bota Abaixo

Neste desafio o jogador vai testar o seu talento e tentar derrubar, com um novelo de sisal ou lã, 4 das 5 latas de refrigerante sem deitar abaixo as latas que servem de base. Se não concluir esta tarefa em sessenta segundos será eliminado!

### C
- Cabeça de Peixe

Neste desafio, o jogador vendado tem de colocar um abajur na cabeça usando apenas uma cana de pesca. Sem visão, os sentidos de perceção e colocação tornam-se difíceis. Se não concluir esta tarefa em sessenta segundos será eliminado.
- Cabeça Oca

Uma bola de pingue-pongue pesa 2,83 gramas e tem um diâmetro de 3 centímetros e oitenta.Neste desafio a uma distância de 1 metro e meio, o jogador deve atirar as bolas ao chão de modo a que ressaltem de seguida na parede com precisão e velocidade suficientes para caírem dentro do balde que tem preso na cabeça. Se não concluir esta tarefa em sessenta segundos será eliminado.
- Cara de Bolacha

O rosto humano é composto por vários músculos que nos ajudam, entre outras coisas, a sorrir e a fazer caretas! Neste desafio o jogador, usando apenas os músculos faciais, tem de levar um total de duas bolachas da sua testa até à boca. Se não concluir esta tarefa em sessenta segundos será eliminado.
- Carga de Trabalhos

Neste desafio o jogador tem de realizar duas tarefas complicadas em simultâneo! Usando apenas uma mão, tem que ressaltar duas bolas de pingue-pongue numa mesa e fazê-las cair dentro de dois copos distintos. Num único lançamento, cada bola deve ficar num copo diferente. Se não concluir esta tarefa em sessenta segundos será eliminado!

### D
- Debaixo do Fogo

Neste desafio, o jogador tem de disparar elásticos e derrubar uma pirâmide de seis latas vazias para fora da superfície de apoio. Se não concluir esta tarefa em sessenta segundos será eliminado.
- Doces e Cores

Este pacote contém aproximadamente 50 doces com uma grande variedade de cores: há vermelhos, laranjas, amarelos, verdes, e os meus favoritos…azuis. Neste desafio, usando apenas uma mão, o jogador tem de separá-los e redistribuí-los - por cor – em recipientes individuais. Se não concluir esta tarefa em sessenta segundos será eliminado.

### E
- É Preciso ter Lata

Neste desafio o jogador tem 3 latas de refrigerante vazias numa mão e 3 latas cheias na outra. Num teste de equilíbrio e destreza o jogador tem de trocar a pilha de latas da mão esquerda com a pilha de latas da mão direita… e vice-versa! A proeza deve ser concretizada sem o apoio do corpo para segurar as latas durante a troca. Se não concluir esta tarefa em sessenta segundos será eliminado.
- Em Cheio

Todos os anos são produzidos lápis suficientes para dar a volta ao mundo mais de sessenta vezes. Eles servem tanto para escrever como para apagar. Neste desafio o jogador tem de usar a borracha para fazer saltar os lápis de modo a que entrem em copos. A tarefa tem de ser repetida sete vezes. Se não concluir esta tarefa em sessenta segundos será eliminado.
- Exterminador

Neste desafio, um copo de vidro com água é coberto por um prato de alumínio. Sobre o prato está um rolo de papel higiénico vazio na vertical. No topo do rolo está um ovo cru. Com o cabo de uma vassoura o jogador tem de golpear o prato, de modo a que o ovo caia intacto no copo. Se não concluir esta tarefa em sessenta segundos será eliminado.

### F
- Fita Métrica

Neste desafio, a fita métrica é usada para rolar 3 bolas de pingue-pongue para dentro de 3 copos de shot. Se o jogador usar um ângulo muito íngreme as bolas voam para lá dos alvos. O jogador deve depositar uma bola nas distâncias de 1 metro e meio, 1 metro e oitenta e 2 metros e dez. Se não concluir esta tarefa em sessenta segundos será eliminado.
- Fitas Olímpicas

Neste desafio o jogador tem que ser 1 campeão de ginástica rítmica, usando vulgares serpentinas. Rodando os braços num rápido e contínuo movimento, o jogador tem de desenrolar completamente um par de serpentinas. Se uma fita partir, o jogador pode agarrá-la e continuar. Se não concluir esta tarefa em sessenta segundos será eliminado.
- Fora do Baralho

Neste desafio o jogador não joga com o baralho todo. Só com cartas de Ás, Rei, Dama, Valete e Dez. O jogo começa com 20 cartas viradas para baixo numa mesa. O jogador tem de distribuir as cartas por 5 mesas diferentes de acordo com o seu valor. Ases com ases, reis com reis, etc.Se não concluir esta tarefa em sessenta segundos será eliminado!

### G
- Grande Lata

Neste desafio, o jogador tem de equilibrar um total de TRÊS LATAS de refrigerante no seu rebordo inferior. É impossível equilibrar o recipiente cheio, por isso o jogador tem de beber primeiro um pouco do seu conteúdo. Se não concluir esta tarefa em sessenta segundos será eliminado.
- Gravidade Zero

Os balões também servem para animar festas. Neste desafio o jogador tem de usar coordenação, concentração e reflexos dignos de um astronauta para manter três balões no ar. Os balões não podem tocar no chão. Se não concluir esta tarefa em sessenta segundos será eliminado.

### H
- Hidroplanagem

Neste desafio, o jogador tem de atirar uma garrafa, numa volta de 360º, fazendo com que aterre em pé numa mesa. Com a garrafa meio cheia o centro de gravidade está em constante mudança, tornando o movimento da garrafa imprevisível. O jogador tem 10 tentativas para aterrar uma única garrafa na posição correta. Se não concluir esta tarefa em sessenta segundos será eliminado!

### I
- Ir ao Fundo e Ficar

O sentido da queda de uma moeda é direto e linear. Mas se for atirada para dentro de água, a sua trajetória torna-se imprevisível. Neste desafio, são alinhados aquários. O objetivo é atirar uma moeda de 5 CÊNTIMOS para a água de modo a acertar em 5 copos de shot submersos. Se não concluir esta tarefa em sessenta segundos será eliminado.

### J
- Jogo de Cintura

De acordo com a lenda, os caçadores Filipinos empoleiravam-se nas árvores e usavam o iô-iô para caçar as suas presas! Neste desafio, o jogador tem de usar o iô-iô para derrubar latas de refrigerante. Para aumentar a dificuldade, o jogador tem o iô-iô nas suas costas, atado à cintura. Usando o movimento das ancas, tem de derrubar as LATAS. Se não concluir esta tarefa em sessenta segundos será eliminado!
- Jogo do Galo

Neste desafio, recorda-se o Jogo do Galo, usando copos de água como grelha e bolas de pingue-pongue laranjas e brancas como X e O’s (Cruzes e Bolas). O jogador tem de lançar as bolas alternadamente, atirando uma bola de uma cor apenas depois da outra acertar num copo. Só termina quando acertar 3 bolas em linha vertical, horizontal ou diagonal. Se não concluir esta tarefa em sessenta segundos será eliminado!
- Lenços para Que vos Quero

Uma caixa de lenços de papel contém, em média, 160 lenços. Tirando um lenço de cada vez, o seguinte fica pronto para ser retirado. Usando apenas uma mão, o jogador tem de esvaziar UMA CAIXA DE LENÇOS. Se não concluir esta tarefa em sessenta segundos será eliminado

### M
- Maçãs à Vista

A parte mais larga de uma Maçã é o topo! Na base não há duas maçãs iguais! Neste desafio o jogador tem de empilhar CINCO maçãs, umas em cima das outras, até formar uma deliciosa torre de maçãs! Se a torre tombar pode ser empilhada de novo. Se não concluir esta tarefa em sessenta segundos será eliminado.
- Match Point

A rede de uma raquete de ténis tem cerca de 200 quadrados, com pouco mais de um centímetro de lado. Neste desafio, a raquete está na vertical com uma bola equilibrada no topo. O jogador, usando uma pinça e mão de cirurgião, tem de passar um doce pelo quadrado central da rede e fazê-lo cair num copo que está do outro lado. Um movimento em falso, a bola cai e o jogo termina. Se não concluir esta tarefa em sessenta segundos será eliminado.
- Mega Bolha

Neste desafio o jogador tem de soprar uma bola de sabão e guiá-la, de maneira a que a bola atravesse um arco.Se usar um sopro mais agressivo a bola pode rebentar. Se usar um sopro demasiado fraco e a bola pode cair.Se não concluir esta tarefa em sessenta segundos será eliminado.
- Mexe-te

Neste desafio o jogador tem uma pilha de copos azuis, e na base um vermelho. O jogador tem de mover o copo vermelho, deslocando os outros do topo para a base, usando as mãos alternadamente. Este movimento deve ser repetido várias vezes até o copo vermelho voltar à posição de início, na base. Se não concluir esta tarefa em sessenta segundos será eliminado.
- Morde-me

Neste desafio, usando apenas a boca, o jogador tem de levantar do chão cinco sacos de papel, de diferentes tamanhos, e colocá-los numa mesa. Nenhuma parte do corpo, além dos pés, pode tocar no chão: o jogador depende do seu equilíbrio, flexibilidade e criatividade para morder e levantar os sacos. Se não concluir esta tarefa em sessenta segundos será eliminado.

### N
- Na Ponta do  Nariz

Neste desafio o jogador tem de transferir bolas de algodão de uma taça para outra, usando apenas o nariz. Para tal, o jogador utiliza VASELINA na ponta do nariz. Demasiada vaselina faz com que seja difícil largar a bola na taça. A proeza deve ser repetida 5 vezes. Se não concluir esta tarefa em sessenta segundos será eliminado.
- Ninja das Cartas

O recorde do lançamento de uma carta de jogar é de pouco mais de sessenta e cinco metros. Neste desafio o jogador tem de lançar cartas com precisão, e conseguir que uma delas fique espetada numa melancia cortada ao meio. Se não concluir esta tarefa em sessenta segundos será eliminado.
- No Prego

Neste desafio, o jogador tem de pendurar habilmente 6 pregos de 9 centímetros numa corda suspensa. É necessário suavidade porque qualquer movimento brusco pode fazê-los cair e o jogador tem de começar tudo de novo. Se não concluir esta tarefa em sessenta segundos será eliminado.

### O
- O Berlinde e o Dedal

O dedal serve para proteger os dedos das agulhas! Mas também pode servir de alvo para berlindes saltitões! Neste desafio o jogador tem de acertar um total de seis berlindes dentro de seis dedais, cada um com centímetro e meio de diâmetro! Se não concluir esta tarefa em sessenta segundos será eliminado.
- O Iluminado

Neste desafio, o jogador tem de equilibrar um ovo no topo de uma lâmpada utilizando grãos de sal estrategicamente colocados para suportar o ovo. A constante mudança de equilíbrio de um ovo cru faz com que seja difícil equilibrá-lo verticalmente. Esta tarefa tem de ser repetida 2 vezes, utilizando apenas um pacote de sal. Se não concluir esta tarefa em sessenta segundos será eliminado.
- O Pendurado

Em todo o mundo existem cerca de 8 biliões de cabides. Neste desafio, o jogador irá concentrar-se apenas em 6 cabides, pendurando-os uns nos outros. É fundamental pendurá-los com rigor. Um cabide mal colocado, mesmo que por milímetros, pode desequilibrar toda a estrutura e provocar uma catastrófica reação em cadeia. Se não concluir esta tarefa em sessenta segundos será eliminado!
- O Solitário

Neste desfio, o bowling é elevado à sua máxima potência com a utilização de 20 berlindes e um lápis de carvão. Deitado de barriga para baixo, o jogador tem de usar os berlindes para derrubar o lápis, colocado a uma distância de 5 metros. Se não concluir esta tarefa em sessenta segundos será eliminado!
- Ora Bolas

Este desafio começa com oito bolas de pingue-pongue dentro de uma caixa. A caixa está presa na zona lombar do jogador. O jogador tem de tirar as bolas da caixa sem usar as mãos. Pode saltar, dançar, girar ou contorcer-se freneticamente. Se não concluir esta tarefa em sessenta segundos será eliminado.
- Ovos Mexidos

Uma caixa de pizza média tem cerca de 36 cm2 e é feita de cartão.Neste desafio, o jogador, usando uma caixa como leque, tem de impulsionar 3 ovos crus até a uma zona pré-definida. Contudo, a forma pouco ortodoxa do ovo, vai levá-lo a rolar em direções imprevisíveis, dificultando o caminho para o alvo. Se não concluir esta tarefa em sessenta segundos será eliminado.

### P
- Pirâmide Abaixo

Neste desafio o jogador tem de utilizar 36 copos de plástico para montar uma estrutura em forma de pirâmide. Depois de construída, o jogador tem de criar novamente uma única pilha. Se não concluir esta tarefa em sessenta segundos será eliminado.
- Porcas Agridoce

Um pauzinho chinês sem o seu par é tão inútil como uma porca sem parafuso. No entanto, se juntarmos os dois, fazem um par perfeito. Neste desafio, o jogador tem de fazer deslizar 10 porcas de metal de um pauzinho, uma a uma, de maneira a erguer uma torre! É necessária grande coordenação. Um passo em falso, pode deitar tudo a perder! Se não concluir esta tarefa em sessenta segundos será eliminado.

### S
- Sanguessuga

Uma palhinha serve para aspirar líquidos diretamente para a boca. Neste desafio, o jogador, com uma palhinha na boca, tem de transportar doces para o topo de outras palhinhas posicionadas ao longo de uma mesa. Se não concluir esta tarefa em sessenta segundos será eliminado.
- Soprar no Balão

O som de um balão que esvazia é muito divertido... ou muito embaraçoso! Neste desafio, o jogador tem de encher um balão e usar o ar que se escapa para derrubar copos de plástico. Este processo será repetido até que atire os 15 COPOS para fora da mesa. Se não concluir esta tarefa em sessenta segundos será eliminado!
- Supermoeda

Neste desafio, o jogador tem de atirar moedas de 5 cêntimos a uma distância de 4 metros e meio e tentar acertar pelo menos uma delas num garrafão de água. A moeda tem de realizar uma trajetória quase perfeita para conseguir entrar no estreito gargalo de 5 centímetros do garrafão. Se não concluir esta tarefa em sessenta segundos será eliminado.

### T
- Tapete Voador

Na história de Aladino, o jovem transformou um tapete num mágico aparelho voador. Neste desafio, o jogador irá transformar um vulgar tapete de casa-de-banho num todo-o-terreno caseiro.Imitando o movimento de uma minhoca, o jogador tem de conduzir o tapete ao longo de um percurso com obstáculos até chegar à linha de partida. Se não concluir esta tarefa em sessenta segundos será eliminado.
- Temos Pena

O desenho aerodinâmico das penas é muito importante no controlo do voo de uma ave. Isoladas, as teimosas penas recusam-se a voar. Neste desafio o jogador tem de manter 2 penas no ar, usando apenas o poder de sopro. As penas não podem tocar no chão nem no jogador. Se não concluir esta tarefa em sessenta segundos será eliminado!
- Testa de Ferro

Um pedómetro serve para detetar o movimento do corpo e contar os passos enquanto se anda ou corre. Neste desafio, o pedómetro vai ser utilizado para contar movimentos de cabeça. Com o aparelho preso à testa, o jogador tem de acumular 125 passos. Se não concluir esta tarefa em sessenta segundos será eliminado.
- Torre de Papel

Neste desafio, o jogador tem de usar 30 CARTÕES para construir uma torre com dez andares. Cada andar tem DOIS CARTÕES DOBRADOS AO MEIO e um cartão no topo. A precisão é fundamental: o mais pequeno erro pode fazer ruir esta torre e obrigar o jogador a recomeçar. Se não concluir esta tarefa em sessenta segundos será eliminado.
- Trinta por Uma Linha

A agulha de costura é uma peça de aço afiada projetada para conduzir uma linha através do tecido. Este desafio consiste em 10 agulhas alinhadas da maior para a mais pequena, com os respetivos buracos virados para cima. O jogador, com mão firme e olho de águia, tem de introduzir uma linha por cada um dos buracos de agulha, do maior para o mais pequeno. Se não concluir esta tarefa em sessenta segundos será eliminado.
- Triplo Salto

Neste desafio o jogador deve fazer saltar bolas de pingue-pongue ao longo de três pratos e acertar com três bolas num aquário. As bolas que ressaltam na parte plana dos pratos movem-se a direito. As bolas que tocam nas margens assumem trajetórias variadas. Se não concluir esta tarefa em sessenta segundos será eliminado.
- Tromba de Elefante

Neste desafio, oito garrafas fechadas são alinhadas em fileiras paralelas a 2 metros e meio de distância. O jogador usa na cabeça um par de collants com uma bola dentro da extremidade de uma perna. Mantendo um pé em cada lado da linha central, o jogador tem de balançar a “tromba” lateralmente de modo a derrubar as oito garrafas. Se não concluir esta tarefa em sessenta segundos será eliminado.

## Os concorrentes
| Episódio | Concorrentes      | Data de Exibição     | Valor conquistado |
| -------- | ----------------- | -------------------- | ----------------- |
| 1        | Anabela Mendes    | 8 de janeiro 2012    | 200€              |
| 1        | Filipe Vilhena    | 8 de janeiro 2012    | 600€              |
| 1        | Luiz Fiuza        | 8 de janeiro 2012    | 200€              |
| 1        | Nuno Pereira      | 8 de janeiro 2012    | 200€              |
| 2        | Patrícia Carvalho | 15 de Janeiro 2012   | 200€              |
| 2        | Manuel Araújo     | 15 de Janeiro 2012   | 600€              |
| 2        | Nuno Quintão      | 15 de Janeiro 2012   | 600€              |
| 3        | luis Mendes       | 22 de janeiro 2012   | 600€              |
| 3        | Júlio Costa       | 22 de janeiro 2012   | 200€              |
| 3        | Carla Vieira      | 22 de janeiro 2012   | 600€              |
| 3        | Rui Praxedes      | 22 de janeiro 2012   | 200€              |
| 4        | José Ferreira     | 29 de janeiro 2012   | 200€              |
| 4        | Sónia Teixeira    | 29 de janeiro 2012   | 200€              |
| 4        | Janete Bertolo    | 29 de janeiro 2012   | 600€              |
| 4        | Paulo Remelhe     | 29 de janeiro 2012   | 600€              |
| 5        | Hugo Falcão       | 5 de fevereiro 2012  | 200€              |
| 5        | Ana Vieira        | 5 de fevereiro 2012  | 200€              |
| 5        | Frederico Miguel  | 5 de fevereiro 2012  | 600€              |
| 6        | Marco Dias        | 12 de fevereiro 2012 | 200€              |
| 6        | Isabel Silva      | 12 de fevereiro 2012 | 200€              |
| 6        | Pedro Ravalhete   | 12 de fevereiro 2012 | 600€              |
| 6        | Joana Pinto       | 12 de fevereiro 2012 | 0€                |
| 7        | Roberto Morim     | 19 de fevereiro 2012 | 600€              |
| 7        | Ana Pinto         | 19 de fevereiro 2012 | 600€              |
| 7        | Isabel Reimão     | 19 de fevereiro 2012 | 200€              |
| 8        | Benjamim Silva    | 26 de fevereiro 2012 | 600€              |
| 8        | Marco Pereira     | 26 de fevereiro 2012 | 600€              |
| 9        | Henrique Duarte   | 5 de março 2012      | 1.000€            |
| 9        | Júlio Braga       | 5 de março 2012      | 200€              |
| 9        | Sofia Quaresma    | 5 de março 2012      | 600€              |